# Бессмертный, Дмитрий Владимирович
Бессме́ртный Дми́трий Влади́мирович (бел. Бяссмертны Дзмітрый Уладзіміравіч, Безсмертный, 1896 — 1974) — участник Первой мировой и Гражданской войн,  сражавшийся в составе 225-го Балаковского полка 25-й стрелковой дивизии (первого формирования) под командованием Василия Ивановича Чапаева. Кавалер Ордена Красного Знамени.

## Биография

### Ранние годы
Дмитрий родился в селе Прилесье Чаусского уезда в семье крестьянского середняка. В детстве он остался без матери и воспитывался отцом и мачехой. До 1915 года он жил в хозяйстве отца в Прилесье и получил базовое образование (4 класса церковно-приходской школы). Подрабатывал сбором камней на полях. Его брат, Иван, служил помощником машиниста на боевом крейсере «Рюрик». После революции брат был направлен в Могилёв в составе команды революционных матросов для занятия Ставки Верховного главнокомандующего, однако был ранен гранатой во время сна в крестьянской хате в деревне Хорошки под Могилёвом.

### Участие в Первой мировой войне
В августе 1915 года, в возрасте 19 лет, Дмитрия призвали в царскую армию. В сентябре он заразился тифом и проходил лечение под Петроградом в Красносельском военном госпитале
. Далее он служил рядовым солдатом на Западном фронте в 114-м Новоторжском полку до июня 1917 года.

### Гражданская война
В июне 1917 г. Дмитрий вернулся в свою родную деревню, где находился до августа 1918 г. В связи с приближением войск противника он добровольно вступил в формирующиеся отряды Красной Гвардии в городе Чаусы. Таких набралось около 250-ти человек.Как пишет сам Дмитрий (Газета «Искра» г. Чаусы от 22 февраля 1966 г. [пер. с бел.]):

Шёл боевой 1918 г. Клич партии «Социалистическое Отечество в опасности» был услышан и в нашем Чаусском районе. Срочно начали организовываться красногвардейские отряды для оказания отпора полякам и немцам, которые заняли город Могилёв и Лупалово, а также населённые пункты Чаусского района – деревни Гладково, Усушек, Реста. Разведывательный отряд белополяков побывал и в Чаусах.
После этого Дмитрия зачислили в первую караульную комиссариатскую роту. В условиях ухудшения обстановки на Восточном фронте и мобилизации белогвардейцев подразделение было выдвинуто на восток. Пешком шли через Мстиславль к железнодорожной станции Починок Смоленской области, поскольку Могилёв был занят немцами. В Самаре данная рота вошла в состав 25-й Чапаевской дивизии. 
О своих впечатлениях от встречи с Чапаевым Дмитрий рассказывает следующее:

Наконец встреча состоялась в станице Александров Гай. Затаив дыхание, мы слушали короткую и яркую речь легендарного командира о сложившейся ситуации, об неотложной задаче освобождения города Уральска. Как ныне предстает перед глазами этот стройный, необычайно живой человек в накинутой на плечи черной бурке и смушкавой папахе, имя и подвиг которого золотыми буквами вписаны в историю разгрома интервенции.
После освобождения Уральска 25-я дивизия была направлена под Оренбург для борьбы с армией генерала Дутова, однако по пути получила приказ через Саратов и Сызрань вернуться в Самару ввиду приближения отрядов Колчака. 
В дальнейшем подразделение столкнулось с отрядами генерала Каппеля. Дмитрий описывает эти события следующим образом:

В личном составе вражеского корпуса преобладали офицеры царской армии. Каппелевцы, имеющие хорошую военную подготовку и вооружённые до зубов, рассчитывали на быструю победу. Вот тут как никогда прославился военный талант легендарного комдива 25-й. Мы были в несколько раз хуже вооружены, недостаточно обеспечены обмундированием и продовольствием, но боевой дух, безграничная вера в справедливость освободительной войны придавали силы. Вчерашние крестьяне и рабочие, многие из которых ранее и не держали в руках оружия, били колчаковские полчища. В кратчайшие сроки был освобождён железнодорожный узел Кинель, города Бугуруслан, Бугульма, Белебей, Ишимбай. До самой Уфы катился славный корпус Каппеля. За это время множество колчаковцев было перебито и взято в плен. Случалось, что взятые в плен солдаты белых просили разрешения вступить в ряды красноармейцев. Они получали оружие и помогали бить ненавистного врага.

Реакция на ранение Чапаева в подразделениях была эмоциональной:

В июне под Уфой Чапаев был ранен в голову. Эта весть быстро разнеслась по подразделениям. И нужно было видеть и слышать, какое тяжелое впечатление она произвела на бойцов и командиров. Слышалось лишь: зачем ему самому идти на разведку? Но Чапаев всегда был бесстрашным и поразительно смелым. С корпусом Каппеля бои были особенно жестокими. Возникало ощущение, что на другом участке фронта нависла угроза поражения. И как всегда, на быстром коне, туда мчался сам комдив. Его пламенный клич и ясная безошибочная команда в кратчайшие сроки делали своё дело.

После форсирования реки Белая в июне была занята Уфа, после чего дивизия получила приказ отправляться к осаждённому белоказаками Уральску. Дмитрий также описывает мотивирующую речь Чапаева, произнесённую в городе Бузулук:

В городе Бузулук перед бойцами 25 й дивизии выступил Чапаев: — Добьем белоказаков? – спросил он у красноармейцев. — Добьем! – эхом пронеслось по рядам чапаевцев.

6 июля, на второй день операции 25-й дивизии по деблокаде Уральска, Дмитрий был тяжело ранен взрывом снаряда противника возле деревни Соболево Оренбургской области, в результате чего он потерял руку. Его отправили в Самарский военный госпиталь, а следующий год он провёл на лечении в городе Бугуруслан. Несколько месяцев спустя после ранения, 5 сентября, погиб Василий Иванович Чапаев. Дмитрий описывает эту весть следующим образом:

Не хотелось верить в наступившее на нас тяжкое горе. По суровым лицам чапаевцев, закалённых боями и бесконечными походами, текли слёзы. Не стало на свете выдающегося полководца, бесстрашного комдива и товарища. В веках останется память о 25-й дивизии и её командире, легендарном герое гражданской войны Василию Ивановичу Чапаеву.

### Послевоенная деятельность
После Гражданской войны с наступлением коллективизации Дмитрий занимал различные руководящие должности в Чаусском районе. Так, с 1933 по 1936 год он был председателем колхоза Желивского сельсовета, носившего название «Красный Боевик». С ноября 1936 года по март 1939 года он обучался в Высшей Коммунистической сельскохозяйственной школе Беларуси имени В. И. Ленина в Минске. С 1939 по 1941 год Дмитрий работал замдиректора Рестянской машинно-тракторной станции. С началом Великой Отечественной войны он вместе с детьми выдвинулся на знакомый Урал, где продолжил свою деятельность в качестве председателя колхоза «Новь» в селе Елшанка. Осенью 1943 года, после освобождения части Чаусского района, был вызван в Центральный комитет Коммунистической партии в Москве. Оттуда был направлен на работу в прифронтовую зону, где занял должность заместителя директора государственного обеспечения Чаусского района. С 1948 по 1955 год был председателем артели «Красный Кирпичник» в городе Чаусы. Публиковался в Чаусской газете «Искра». Выступал с лекциями в школах в городе Чаусы. Похоронен на Православном кладбище в Чаусах.